# Девети Доктор
Девети Доктор је инкарнација Доктора, протагонисте британске научнофантастичне телевизијске серије Доктор Ху. Глумио га је глумац Кристофер Еклстон током првог серијала након оживљавања серије 2005. године.
У оквиру наратива серије, Доктор је неколико векова стар ванземаљски Временски господар са планете Галифреј који путује кроз време и простор у ТАРДИС-у, често са сапутницима. На крају живота, Доктор се регенерише па се због тога његов физички изглед и личност мењају. Еклстонова инкарнација Доктора је ратом разорени усамљеник који је прагматичнији и мање ексцентрични од својих претходних инкарнација, жестоко одлучан да заштити невине по сваку цену и склон да користи хумор да прикрије трауму од које пати због Временског рата. У регенерацији му претходи Ратни Доктор (Џон Херт), а следи га Десети (Дејвид Тенант).
Да би се прилагодио публици 21. века, Доктор је добио главну сапутницу Роуз Тајлер (Били Пајпер) која је осмишљена да буде једнако независна и храбра као и он сам. Доктор и Роуз су такође накратко путовали са Адамом Мичелом (Бруно Ленгли), а касније им се придружио и капетан Џек Харкнес (Џон Бароуман), промењени преварант из 51. века. Доктор, Роуз и Џек чине блиску екипу, али су се раздвојили у завршници серијала у којој је сваки лик морао да донесе тешке изборе и да се суочи са жртвом.

## Појављивања

### Телевизија
Девети Доктор се први пут појављује у епизоди „Роуз” у којој спасава 19-годишњу радницу Роуз Тајлер (Били Пајпер) од напада Отонаца у робној кући у којој она ради. Пошто је Роуз помогла Доктору да победи Нестенску свест, он је позива да путује са њим у ТАРДИС-у. На њиховом првом путовању у „Крају света”, Доктор води Роуз да буде сведок уништења планете Земље у години пет милијардитој. Открива се да је Докторова сопствена врста Господара времена уништена и да је Доктор последњи из своје врсте. Након тога, посећују Кардиф 1869. године у „Немирним мртвима” где сусрећу писца Чарлса Дикенса за кога Доктор тврди да је велики обожавалац. Када се суочио са стањем близу смрти, Доктор каже Роуз да му је драго што ју је упознао. У „Ванземаљцима из Лондона”, када одведе Роуз кући, Доктор се случајно враћа на Земљу 12 месеци пошто су отишли. Због његових поступака, Роузина мајка Џеки (Камил Кодури) га замењује за интернет предатора, а Роузин дечко Мики (Ноел Кларк) је постао осумњичени за Роузино убиство. Пошто је Мики помогао Доктору и Роуз да победе Слитинце испаљивањем пројектила на њихову базу у Даунинг Стриту 10 у „Трећем светском рату”, Доктор нуди Микију да путује у ТАРДИС-у са њима, али он одбија. У епизоди „Далек”, Доктор се сусреће са једним Далеком, иако је веровао да је њихова врста изумрла пошто се Временски рат између Господара времена и Далека завршио међусобним уништењем оба рода – догађај за који је Доктор сам је био одговоран. Доктор мучи преживелог Далека и на крају епизоде се припремао да га хладнокрвно убије. Уздржао се када га је Роуз одвратила од те намере.
Адам Мичел (Бруно Ленгли) се придружује Доктору и Роуз као сапутник на крају поменуте епизоде. Међутим, када је покушао да прокријумчари будуће знање са Сателита Пет у 200.000 години назад у своје време у „Дугој игри”, Доктор га протерује из ТАРДИС-а. Доктор се наљутио на Роуз пошто ју је одвео да присуствује смрти њеног оца Пита (Шон Дингвал) и она му је спасла живот, изазивајући парадокс у „Оцима”. Међутим, када Пит умре да би поправио временску линију, он показује саосећање и охрабрује је да седи поред њега док он умире. У „Празном детету”, након сусрета са капетаном Џеком Харкнесом (Џон Бароуман) (преварантом и бившим агентом времена из 51. века) 1941. године, Доктор схвата да је Џек изазвао смртоносну нанотехнолошку кугу која је захватила људски род, претварајући људе у зомбије са гас маскама. Након разрешења ситуације, Џек се спрема да се жртвује у епизоди „Доктор плеше”, али га Доктор спасава и позива у ТАРДИС. У „Граду праска”, када је Доктор наишао на Блон (Анет Бедленд), једину Слитинку која је преживела експлозију у Даунинг Стриту, у савременом Кардифу сумња да ли да је пошаље кући на погубљење или не. Током ове епизоде, Доктор први пут примећује да су он и Роуз стално наилазили на речи „Зли вук”. У „Злом вуку”, Доктор, Роуз и Џек се налазе у немилости корпорације „Зли вук”, засноване на Сателиту Пет. Међутим, откривено је да су прави непријатељ Далеци пошто је цар Далека такође преживео Временски рат и обновио далечку врсту. У „Раздвајању путева”, Доктор шаље Роуз назад у 21. век да је заштити пре него што покуша да уништи војску Далека. Када је схватио да би то уништило већину планете Земље, он то не ради, откривајући да би радије био кукавица него убица. Пошто је упила енергију временског вртлога, Роуз је успела да се врати Доктору и уништи Далеке. Да би спасио Роуз од убиства скривањем временског вртлога, Доктор отклања штетна дејства љубећи је. Међутим, оштећење његових ћелија доводи до тога да се регенерише и Десети Доктор (Дејвид Тенант) заузима његово место.
Порекло Деветог Доктора није истражено током Еклстоновог мандата 2005. године, али је дато у специјалу поводом 50. годишњице серије, „Дан Доктора”, 2013. године. Ова епизода је такође открила да је Девети Доктор заправо била Докторова десета инкарнација, као што је објашњено у краткој епизоди „Ноћ Доктора”, пратећој епизоди „Дана Доктора”, Осми Доктор је прихватио помоћ од Сестринства из Карна након пада свемирског брода како би осигурао да ће се регенерисати у одговарајућу инкарнацију борити се у рату. Ова инкарнација (коју је играо Џон Херт) би била Девети Доктор, али је уместо тога добила надимак Ратни Доктор јер се због свог учешћа у рату осећао недостојним свог уобичајеног нумерисаног звања. После Временског рата, Ратни Доктор подлеже старости. Сцена регенерације је прекинута непосредно пре него што би CGI верзија Еклстоновог лика у потпуности могла да се види, пошто је он одбио да се врати у епизоду, а директор серије Стивен Мофат је желео да испоштује његову одлуку. Еклстон се, међутим, појављује на снимцима и сликама заједно са првих осам Доктора у промотивном материјалу за овај специјал.

### Књижевност
У есеју „Заштита од поплаве” у збирци стрипова о Осмом Доктору Panini Books-а из 2007. уредник стрипова Часописа Доктор Ху Клејтон Хикмен открива да је Расел Т. Дејвис овластио стрип да прикаже регенерацију Осмог Доктора у Деветог на крају лука приче Потоп. Регенерацији би присуствовала сапутница Осмог Доктора, Дестри, а Хикмен пише да је намера била да се настави са Деветим Доктором: прича прве године са Деветим Доктором и Дестри. Међутим, када су на овај лук уложили забрану и Расел Т. Дејвис и продуценткиња серије Џули Гарднер, уметничка екипа се осећала неспособном да регенерише Доктора без Дестриног присуства и донета је одлука да се регенерација не прикаже у стрипу. У поновно одштампаној збирци били су укључени посебно нацртана табла која приказује како је Девети Доктор могао изгледати у стрипу одмах након регенерације и костим Осмог Доктора за кога се бринула Дестри.
Девети Доктор се појављује у првих шест Доктор Ху романа у тврдом повезу Новог низа пустоловина који су повезани са првим серијалом обновљене серије. Прва три од ових романа — Човек у смеру казаљке на сату, Чудовишта изнутра и Победник узима све — објављена су 19. маја 2005. и приказују искључиво Доктора и Роуз. Чудовишта изнутра приказује Доктора који води Роуз на њену прву ванземаљску планету Јустицију. Роуз помиње посету Јустицији у епизоди првог серијала „Града праска” која је емитована 4. јуна 2005. као пример телевизијске серије у којој се помињу романи. Други серијал романа Деветог Доктора — који се састоји од Изопаченог соја, Само човека и Крадљиваца снова — објављен је 8. септембра 2005. и у њему се појављују Доктор, Роуз и каснији пратилац капетан Џек. Сви романи Деветог Доктора осим Само човека упућују на лук приче о „Злом вуку” из првог серијала, иако у складу са ТВ серијом, Доктор их не признаје као значајне.[a] Девети Доктор се појавио у е-књизи Звер из Вавилона Чарлија Хигсона, издавачке куће Penguin поводом 50-огодишњице. Овде је приказано да је имао пустоловине између дематеријализације пред крај „Роуз” и поновног материјализовања да би рекао Роуз да ТАРДИС путује кроз време.
Лик се појављивао у стриповима у Часопису Доктор Ху између 2005. и 2006. године, као и у неколико кратких прича у Годишњаку Доктора Хуа 2006. године. У приповеци са Деветим Доктором Стивена Мофата „'Шта сам урадила током својих божићних празника' од Сали Спароу”, Доктор и ТАРДИС су нехотице раздвојени двадесет година у времену грешком на времеплову и Доктор је успео да упути Сали како да му га врати у прошлост. Ова приповетка је касније постала основа епизоде „Трептај” из трећег серијала. Девети Доктор се појавио у IDW стриповима Доктор Ху: Заборављени и Доктор Ху: Затвореници времена.

### Аудио драме
Девети Доктор се први пут званично појавио у оригиналној аудио драми Big Finish-a и AudioGo-a Судбина Доктора: Ноћ Шаптача, објављеној у септембру 2013. за 50. годишњицу Доктора Хуа. У њој му се придружују сапутници Роуз и капетан Џек, а Николас Бригс чита причу и даје свој глас. Бригс је поновио улогу у Хроникама Деветог Доктора објављеним у мају 2017. године. Године 2019, Николас Бригс је био наратор кратког путовања из ере Деветог Доктора под називом Ратни ожиљци.
Дана 7. октобра 2021. објављен је „Пепео вечности”, ексклузивна аудио драма BBC Audio-а у сарадњи са издавачком кућом Penguin Books са Деветим Доктором и Роуз. Написао ју је Нил Бушнел, а прочитала ју је Аџоа Андо.

#### Пустоловине Деветог Доктора
Дана 9. августа 2020, Big Finish је објавио да ће Кристофер Еклстон поновити своју улогу Деветог Доктора за дванаест нових прича у Пустоловинама Деветог Доктора. Први серијал који се састоји од четири тома објављен је између маја 2021. и фебруара 2022. године. Еклстон је започео студијско снимање за први бокс сет – Разараче – 14. децембра 2020. године.
Пустоловине Деветог Доктора одвијају се пре догађаја из епизоде „Роуз”. У првом серијалу се Доктор бори са Киберљудима, среће бригадира Летбриџ-Стјуарта и добија привременог сапутника у виду Нове (Камила Бипут) за први том.
Дана 13. септембра 2021, Big Finish је потврдио да ће се Еклстон вратити за други серијал. У другом серијалу, Доктор се бори против Морских ђавола, поново се уједињује са сапутницом Осмог Доктора, Лив Ченком, и суочава се са најездом Вашта Нераде на Земљи. У последњој епизоди, он спасава младог слепца Калена (Адам Мартин) и његовог пса водича који говори Дојла (Харки Бамбра) и одводи их у ТАРДИС како би пронашли нови дом.
У трећем серијалу, Мартин и Бамбра понављају своје улоге у првој епизоди у којој им Доктор проналази нови дом и помиње да су већ водили Калена и Дојла на бројна путовања. Луиз Џејмсон се појављује као Фијакра, вођа свемирске колоније која води Калена и Дојла. Поново сам, Доктор сведочи проналаску савременог фудбала. У трећем серијалу, Девети Доктор среће бившу сапутницу Бернис Самерфилд (Лиса Бауерман).

#### Бивши и будући
Обележавајући 60. годишњицу серије 2023. године,  је објавио серијал Бивши и будући у којој је неодређена инкарнација Доктора (касније откривена као Ратни Доктор) нападнута оружјем које узрокује да се насумично пребацују између прошлих и будућих инкарнација. Еклстон се појављује у Помену Временским господарима где му се придружује Дејвид Ворнер као алтернативна верзија Доктора који се појавио у неколико других остварења Big Finish-а; Никола Вокер, која поново игра улогу Лив Ченке, и Еклстонова колегиница из серије Наши пријатељи са севера Ђина Меки као Лумијат − инкарнација Господара који се одрекао зла.

## Развој

### Кастинг
Доктора је играло осам глумаца у раздобљу од почетка серије 1963. до избора Кристофера Еклстона. Концепт регенерације — поступка у којем насловни лик преузима ново тело и идентитет — уведен је 1966. како би се продукцијској екипи омогућило да промени главне глумце. Између 1963. и 1989. године седам различитих глумаца је играло улогу. Осми Доктор, којег је глумио Пол Мекган, појавио се у телевизијском филму у копродукцији BBC-ја и Fox-а 1996. године, али то није довело до обнављања серије. Током шест недеља 2003. године,  је објавио анимирани серијал под називом Врисак Шалке на свом званичном сајту. Он је првобитно развијен као званични наставак серије, а у улози Доктора се нашао Ричард Е. Грант. У промоцији интернет серије, BBC је Гранта назвао званичним Деветим Доктором. Међутим, након најаве из септембра 2003. да ће се серија вратити на телевизију са новим глумцем у насловној улози, канонски статус такозваног „Шалка Доктора” остао је упитан.
Избор Кристофера Еклстона за улогу Деветог Доктора објављен је 22. марта 2004. године. Он је био први избор продуцентске екипе за тај лик. Остали глумци повезивани са улогом су били Бил Нај, Ричард Е. Грант, Ентони Хед, Еди Изард, Хју Грант и Алан Дејвис. Џејн Трантер, контролорка драмског одељења BBC-ја, изјавила је у најави избора глумаца да је улога глумца Еклстоновог угледа сигнализовала „нашу намеру да одведемо Доктора Хуа у 21. век, као и да задржимо његове основне уобичајене вредности – да будемо изненађујући, живчани и ексцентрични”. Извршни продуцент Расел Т. Дејвис је приметио да је давање улоге Еклстону „подигло лествицу за све нас”. Еклстон је навео квалитет сценарија као разлог за придруживање глумачкој екипи, наводећи у изјави на BBC-овом програму Доручак да је „узбуђен” због рада са Дејвисом. У промотивном материјалу за серију он наводи да је сценаристи послао мејл да изјави да га занима улога. Еклстон је уживао у прилици да ради на серији која је усмерена на другачију демографску категорију од његових претходних улога, напомињући да је „намењена породицама, тако да се на неки начин бавим глумом за децу и осећам се веома срећним што то могу да урадим”. Сматрао је да је Дејвисова одлука била „ризик” јер он као глумац није био познат по „шарму или комедији” и очекивао је могуће негативне реакције због тога што је грађен као „глумац високог раста” и разлике између сопственог тумачења лика и претходних Доктора.
Дана 30. марта 2005, BBC је потврдио да се Еклстон неће вратити улози у другом серијалу, тврдећи да се плашио да ће му у будућности бити нуђене само сличне улоге. Они су 4. априла признали да је ова изјава дата без консултације са глумцем и били су приморани да се извине. Говорећи за Yorkshire Evening Post 2010. године, Еклстон је порицао да је отишао због страха да ће добијати само сличне улоге. Он је навео да „није уживао у окружењу и култури у којој смо ми, глумци и екипа, морали да радимо” и да више нијее желео да ради на серији на основу овог искуства. Рекао је: „Није ми било пријатно. Мислио сам 'Ако останем на овом послу, мораћу да зажмурим на одређене ствари за које сам мислио да су погрешне.' И мислим да је важније бити свој човек него бити успешан, па сам отишао. Али најважније је да сам то урадио, а не да сам отишао. Заиста то осећам јер је то некако разбило калуп и помогло је да га поправим. Веома сам поносан на то.” Према писању Sunday Mirror-а, интервју за BBC-јев Доктор Ху сајт који је уклоњен након његовог одласка открио је да је Еклстон планирао да остане још две или три године. У марту 2013, извор за BBC је назначио да је Еклстон разговарао о плановима за 50. годишњицу Доктора Хуа која је емитована у новембру 2013. са Дејвисовим наследником Стивеном Мофатом као извршним продуцентом. Након разматрања, одлучио је да се не враћа у серију. Да се вратио, његова инкарнација би одиграла улогу која је на крају постала Ратни Доктор којег је тумачио Џон Херт.

### Карактеризација
Еклстон је у априлу 2004. изјавио да не верује да ће његов Доктор бити „ексцентричан и шашав као што је био у неким његовим инкарнацијама”. Расел Т. Дејвис је описао лик као „огољену” верзију претходних Доктора. Што се тиче мање ексцентричног карактера Деветог Доктора, Дејвис је шаљиво рекао да „он путује кроз време и простор, има два срца, он је Господар времена — то је довољно ексцентрично да се може наставити са њим”. Девети Доктор говори са манчестерским нагласком (Еклстоновим) за разлику од претходних Доктора, што га чини првим Доктором са северњачким нагласком. О томе се говори у „Роуз” када Роуз Тајлер упита Доктора зашто звучи као да је „са севера” ако је заиста ванземаљац, док Доктор узвраћа да „многе планете имају север”. Осврћући се на овај аспект његове карактеризације, Еклстон је изјавио да је лик „научник и интелектуалац, и чини се да многи људи мисле да то можете бити само ако говорите примљеним изговором што је, наравно, глупост”. Костим Деветог Доктора састоји се од црне кожне јакне, бордо или морнарског џемпера, тамних панталона и тамних ципела. Еклстон је о овоме рекао: „Нисам желео да костим буде моја изведба, желео сам да било шта китњасто и боја изађу из моје глуме.”
Еклстон је сматрао да његов Доктор треба да покаже „благу тамну страну”, али и да покаже светлију страну. Извршна продуценткиња Џули Гарднер је приметила да би Девети Доктор могао да буде „веома жесток, али и неозбиљан”. Еклстон је сматрао да његов Доктор живи искључиво за садашњост, избегава да размишља о својој болној прошлости и да је његов једини поглед на будућност једноставно „да је тамо”. Осећао је да тај лик на крају пружа поруку која потврђује живот: „У свему што Доктор ради, он говори 'сјајно је бити жив'.” У изјави за Newsround, он је изјавио да Доктор прихвата појединце без обзира на боју коже и вероисповест и изразио наду да ће Доктор подстаћи малу децу да цене живот. Међутим, он је такође указао на разлике између Доктора и уобичајених дечјих јунака, описујући тај лик као „свирепог, понекад [...] сукобљеног [...] нефлексибилног” и да „понекад ствара покољ [... ] у Дизнију нема никог попут њега”. Метју Свит из новина The Evening Standard истакао је дихотомију лика који је „храбар, мудар и сјајан”, али и „груб и спреман” и „приземљен”.
Лабава прича која је дала податке о карактеризацији Деветог Доктора током његовог мандата је његово мишљење о уништењу његовог сопственог рода Господара времена које се догодило пре његове прве епизоде. Еклстон је сматрао да је епизода „Далек” показала публици зашто је његов Доктор такав какав јесте и „како се осећа према својој прошлости”. Дејвис је приметио да Девети Доктор носи доста кривице за преживеле, због чега „корача кроз универзум носећи тамну кожну јакну и говори 'не дирај ме'”. Дејвис је сматрао да су догађаји у епизоди „Далек” пружили Доктору „мало терапије” и да после „почиње да се поправља”. У епизоди „Раздвајање путева”, Доктор жртвује свој живот да би спасао Роуз. Дејвис је сматрао да је важно да се Доктор удаљи од митолошких концепата ван сцене као што је Временски рат и пружи закључак који се фокусира на однос између његовог лика и Роуз. Џон Бароуман, који је играо капетана Џека, сматрао је да је Докторова одлука да спасе Роуз омогућила катарзу; док се жртвовао да би је спасио, ослобађа се терета уништења Господара времена.

### Сапутници
Они се воле. Они су најбољи пријатељи и на неки начин завршавају реченице једно другом, разумеју промене расположења и резоновања, али, као и у свим добрим односима, морају да уче једно о другом.

—Еклстон о односу између Доктора и Роуз.
Од 1963. године, Доктор је путовао са разним сапутницима који га углавном подсећају на његову „моралну дужност”. Избор Били Пајпер за улогу Роуз Тајлер, главне женске сапутнице Деветог Доктора, објављен је у мају 2004. године. Џули Гарднер је сматрала да је млада глумица и бивша поп звезда савршена као „јединствена” и „динамична” сапутница за Доктора. Штампа за серију се у великој мери усредсредила на чињеницу да је Роуз требало да буде независнија и храбрија од претходних сапутника. Пре избора Пајперове, Еклстон се нашалио да ће „трчати около вриштећи”. Касније је изнео мишљење да Роуз није тако „рањива” као претходни сапутници и да је „храбра и интелигентна као и он” наводећи чињеницу да она спасава Докторов живот. Пајперова је приметила да Доктор изазива Роуз више него било ко други у њеном животу и да он заузврат види у њој да „има огроман потенцијал, да буде неко заиста, заиста сјајан”. Еклстон је сматрао да је Роуз „јунакиња” која „Доктора подучава огромним осећајним лекцијама”. Сматрао је да је однос између два лика „љубав на први поглед”, иако на тајанственији начин у односу на конвенционалну љубавну везу. Коментатори серије су приметили романтичну напетост између два лика. У својој књизи Ко је Доктор?, Грејам Берк и Роберт Смит описали су климактични пољубац између Деветог Доктора и Роуз у „Раздвајању путева” као нешто што смо „сви потајно желели, иако га је то на крају убило”.
Адам Мичел се придружује Доктору и Роуз у епизоди „Далек”. Овај лик је први пут осмишљен током презентације Расела Т. Дејвиса BBC-ју 2003. године: увек је била намера да се Адам придружи екипи ТАРДИС-а пошто би га Роуз заволела. За разлику од Роуз, Адам је креиран да би се показало да нису сви прикладни да буду сапутници. Дејвис је изјавио да је „одувек желео да направу серију са неким ко би био лош сапутник” и назвао је Адама „сапутником који није могао”. По враћања Адама кући, Доктор га обавештава да „узима само најбоље. Има Роуз”. Фрејзер Мекалпајн, рецензирајући Адамово појављивање као пратиоца за блог BBC America's Anglophenia, описао је Адама као да је испунио улогу „сапутника који доказује вредност свих других сапутника”. Од девете до тринаесте епизоде, Роуз и Доктору се придружује преварант Џек Харкнес. Џеково појављивање је замишљено са намером да се формира заплет у коме се Џек преобраћа из кукавице у јунака. Џон Бароуман, размишљајући о међусобним односима између Доктора, Џека и Роуз, сматра да је „суптилна сексуална хемија између сва три лика... увек била у игри” уз упозорење да „њихове везе никако нису вођене жељом”. Часопис SFX је такође прокоментарисао „опијајуће кокетну динамику” и упоредио тројац са „Скуби Ду бандом у стилу Бафи, која може да се нашали суочена са опасношћу”. Џек напушта Деветог Доктора уз пољубац за који је Бароуман сматрао да је „пун нежности и поштовања” и истовремено „значајан тренутак у аналима серије” и „тренутак пун меланхолије и губитка за ликове”.

## Анализа и пријем
Девети Доктор је веома цењен међу обожаваоцима серије, а рецензенти мејнстрим штампе и научне фантастике генерално приписују Еклстону и његовом Доктору да су помогли да се серија поново успостави након прекида између 1996. и 2005. године. Интеракције лика са његовим највећим непријатељима Далецима су посебно хваљене. Еклстон је освојио неколико награда за свој једини серијал, укључујући Националну телевизијску награду за најбољег глумца 2005. године. Џејмс Делингпол из The Spectator-а је приметио да су након одласка Четвртог Доктора Тома Бејкера и пре Еклстона, глумци који су тумачили Доктора били склони да играју улогу „превише уплашено, зналачки, љупко или чудно”. Сматрао је да „окрутни, дрски и мужевни” Девети Доктор „преноси публику у златну еру Џона Пертвија када је серија још увек имала ту мрачну оштрину”. Марена Манзуфас, шефица програма ABC-а, прокоментарисала је пошто је преузела серију да је Еклстон „унео нову динамичну енергију у улогу” и да ће се серија свидети и дугогодишњим гледаоцима и новим обожаваоцима. Она је навела високу гледаност Еклстонове дебитантске епизоде — преко 10 милиона — као доказ да је публика била спремна да дочека нову еру серије. Осврћући се на еру Дејвида Тенанта и унапред на Мета Смита (Једанаестог Доктора), Ед Мекрекен из The Herald-а коментарисао је да је улога Тенанта представљала ризик пошто су „углед и гледаност серије враћени под Еклстоном”. Међутим, приметио је да је због краткоће ере Деветог Доктора, Тенант касније имао више времена да учврсти свој лик. Ричард Хенли Дејвис из The Economic Voice-а такође примећује да је Тенант „имао велике чизме које је требало да испуни после Доктора Хуа Кристофера Еклстона, за кога многи верују да је најбоља инкарнација лудог Господара времена”. У једном интервјуу из 2005. године, Тенант је изјавио да „има много тога да испуни” пошто је преузео улогу од Еклстона, јер се дивио његовој улози као гледалац.
Попут Делингпола, Ендру Блер је пронашао сличности између ера Деветог и Трећег Доктора, сумирајући Еклстонов једини серијал као „савремену седму сезону”. У својој ретроспективи лика, он наводи да је избор Еклстона за улогу доказао да оживљавање серије „није била лака и забавна брига”. Он коментарише да је у онлајн форуму обожавалаца постојао осећај „да се брод усмерава у другом правцу” и хвали заплет Временског рата који је омогућио лику да поново постане тајанствен пружајући му „празан лист”. Он упоређује Деветог Доктора са Првим (Вилијам Хартнел) по томе што су оба лика „непозната особа која остаје агресивно чудна све док га његови новопронађени људски пријатељи не смекшају”. Блер је такође сматрао да је однос Деветог Доктора са његовим највећим непријатељима Далецима био успешнији него другим инкарнацијама, дајући посебну похвалу Еклстоновој „појачаном и застрашујуће бесном реаговању” на ова чудовишта у епизоди „Далек”. Блер завршава своју ретроспективу констатацијом да без темеља које је поставио Еклстон, серија „не би могла да се креће ка још популарнијој ери Дејвида Тенанта”. Стивен Мофат, који је написао „Празно дете”/„Доктор плеше” за Еклстоновог Доктора и који је постао извршни продуцент Доктора Хуа 2010. године, приметио је да је 2005. године у Уједињеном Краљевству постојао изразит недостатак научне фантастике и драмске фантастике. Сматрао је да је први серијал морао да се етаблира као нешто између „сапунице” са „додатком озбиљног детектива” да би се доказао као „исправан, разуман драмски серијал”. Мофат напомиње да је серијал из 2005. „променио пејзаж у који је серија некада покушавала да се уклопи” и да сада Доктор Ху „мора да буде најфантастичнија од фантастичних серија”.
Уочи премијере серије на Аустралијској мрежи ABC, Робин Оливер из Sydney Morning Herald-а предвидео је да ће старији гледаоци „лако видети Еклстона као најбољег Господара времена од Тома Бејкера”. Међутим, Хари Венинг из The Stage-а, иако је био одушевљен оживљавањем серије, означио је Еклстона као „највеће разочарење у серији” након премијерне епизоде, наводећи да је изгледао непријатно у фантастичној улози. Стивен Кели из The Guardian-а сматрао је да Еклстонов Девети Доктор има много мана, од којих је као две издвојио то што „изгледа као статиста из Источњака и да урла 'фантастично' у свакој прилици”. Међутим, осећао је да је „унео топлину, духовитост и обећање” и „страшно присуство”. Кели је веровао да је Еклстон био уверљив као човек који је уништио две цивилизације и који се носио са последицама, као и да је могао да донесе више у серију да је остао у другом серијалу. Глумац Силвестер Мекој који је тумачио Седмог Доктора похвалио је Еклстона као „прилично ванземаљског” Доктора и да „нисмо били сигурни да ли је био на ивици лудила или не, што је било прилично добро”. Питер Дејвисон који је играо Петог Доктора критиковао је Еклстонову одлуку да одустане након једног серијала, рекавши: „Мислим да не можете да се бавите новим Доктором на начин на који би требало да будете у могућности”.
Године 2005, Кристофер Еклстон је освојио награду за најпопуларнијег глумца на Националним телевизијским наградама и награду TV Quick and TV Choice за најбољег глумца. Такође је проглашен за најбољег глумца од стране читалаца часописа SFX. Еклстон је проглашен за најбољег драмског глумца са 59,42% гласова у онлајн анкети коју је спровео BBC.co.uk 2005. године. У анкети Часописа Доктор Ху 2006. године, Еклстон је изабран за трећег најбољег Доктора иза оних које су тумачили Том Бејкер и Дејвид Тенант. У априлу 2011, IGN је такође навео Еклстоновог Доктора као трећег најбољег Доктора, сматрајући да је „дао публици јаког и одлучног Доктора оштећеног ратом и кривицом, али који још увек поседује исту искру забаве и авантуре као и претходни.” Веб-сајт је навео да је увођењем нове генерације у серију „постао икона за нови миленијум”. Гавин Фулер из The Daily Telegraph-а прогласио га је за деветог најбољег Доктора, напомињући да је Еклстон био „озбиљан глумац” и да би „његови покушаји блажег стила могли деловати помало изнуђено”, иако је то било „надокнађено његовим обрачунима против Далека”. Фулер је такође био разочаран што му је „време пребрзо прошло”. У анкети из 2012. коју је спровео амерички медијски часопис Entertainment Weekly, Еклстон је изабран за четвртог најпопуларнијег Доктора, иза Дејвида Тенанта, Мета Смита и Тома Бејкера.